# Automotrice DB 515
Le automotrici serie 515 della Deutsche Bundesbahn (in origine e fino al 1968 classificate nel gruppo ETA 150) erano un gruppo di automotrici elettriche ad accumulatori progettate per il servizio su linee secondarie.
Furono costruite dal 1954 al 1965 in 232 unità, a cui vanno aggiunti i 216 rimmorchi-pilota del gruppo ESA 150 (dal 1968 gruppo 815).
Gli ultimi esemplari furono ritirati dal servizio nel 1995.